# Parigi-Bruxelles 1923
La Parigi-Bruxelles 1923, quindicesima edizione della corsa, si svolse il 22 aprile 1923 su un percorso di 406 km, con partenza da Parigi e arrivo a Bruxelles. Fu vinta dal belga Felix Sellier davanti ai suoi connazionali Maurice De Waele e Alfons Van Hecke.

## Ordine d'arrivo (Top 10)
| Pos. | Corridore         | Squadra | Tempo      |
| ---- | ----------------- | ------- | ---------- |
| 1    | Felix Sellier     |         | 16h11'25"  |
| 2    | Maurice De Waele  |         | a 18'54"   |
| 3    | Alfons Van Hecke  |         | a 25'05"   |
| 4    | Arsène Alancourt  |         | a 27'05"   |
| 5    | Hector Heusghem   |         | s.t.       |
| 6    | Emile Thollembeek |         | a 31'23"   |
| 7    | Emile Masson jr   |         | a 38'45"   |
| 8    | Camille Leroy     |         | a 44'50"   |
| 9    | Marcel Huot       |         | a 52'47"   |
| 10   | Louis Budts       |         | a 1h13'25" |